# Jean II de Ferrières
Jean II de Ferrières (1520 - 1586), seigneur de Maligny et vidame de Chartres, était un gentilhomme protestant du XVIe siècle.

## Biographie
Il était le fils de François de Ferrières, seigneur de Maligny et de Louise de Vendôme, sœur héritière de Louis de Vendôme (mort le 22 août 1526 à Tiffauges ; prince de Chabanais, vidame de Chartres et sire de La Ferté, baron de Tiffauges et Pouzauges, issu des vidames Robert de Vendôme et Jeanne de Chartres de Meslay : cf. les articles La Ferté et Châteauneuf).
Protestant, Jean II de Ferrières a été un compagnon d'armes du prince de Condé. Après son exécution pendant la bataille de Jarnac en 1569, il se réfugie en Angleterre. Il participe aux discussions sur le traité d'Hampton Court.
En 1572, il est présent au mariage d'Henri de Navarre avec Marguerite de Valois. Logé au faubourg de Saint-Germain-des-Près, il est prévenu à temps pour réussir à s'enfuir. Il se réfugie de nouveau en Angleterre et se met sous la protection de la reine Élisabeth Ire.
En 1586, il est fait prisonnier au cours d'un engagement au côté d'Henri de Navarre, sur le littoral saintongeois, du côté de Brouage. Amené auprès du commandant des galères royales, le capitaine Carles, qui croisait entre la terre ferme et Oléron, ce dernier lui demande une forte rançon pour le libérer. Ne pouvant payer, il est enchaîné dans la soute d'une galère où il meurt.

## Généalogie
François de Ferrières était le fils cadet de Jean Ier de Ferrières, sire de Champlevois et de Presle (décédé en 1497), né de son second mariage avec Marie de Damas, héritière de la seigneurie de Maligny à la mort de son père. 
Jean Ier de Ferrières était veuf depuis février 1482 de Marguerite de Bourbon, bâtarde de Bourbon, légitimée en 1464 par son père Jean II de Bourbon. Elle s'était mariée le 24 octobre 1462 avec Jean I de Ferrière, seigneur de Presles, lui-même fils de Guillaume de Ferrières et d'Anne d’Aigueville.
François de Ferrières était en 1516 chambellan du duc Charles de Bourbon, connétable de France. L'accord pour son mariage avec Louise de Vendôme fut difficile à obtenir de la part de son beau-frère François de Vendôme, qui exigea qu'il renoncât à tous les biens présents et futurs de son épouse Louise, par un acte signé le 14 mars 1519. Leur mariage fut célébré le 12 septembre 1519.
Jean II de Ferrières était le cousin germain maternel de François de Vendôme (fils de Louis de Vendôme et d'Hélène de Gouffier, fille d'Artus Gouffier), vidame de Chartres et sire de La Ferté, dont il hérita après sa mort survenue à l'hôtel des Tournelles où il était gardé, le 22 décembre 1560. La succession du vidamé, de Maligny et de Champlevois, passe à sa sœur Béraude de Ferrières († 1618), épouse de Jean II de La Fin de Beauvoir († 1599 ; marié en 1559) et mère du dernier vidame héréditaire de Chartres, Prégent de La Fin (~1559-1624) (cf. l'article La Nocle).
Il est le frère aîné d'Edme de Ferrières ou Edme de Maligny, ou Maligny le Jeune, né en 1540, qui avait été guidon de la compagnie du prince de Condé en 1557, et qui a participé à la conjuration d'Amboise, le 17 mars 1560, puis à celle de Lyon en septembre 1560. Proche du prince de Condé, peut-être était-il à la porte des Bons-Hommes d'Amboise dont la défense avait été confiée au prince de Condé, quand Bertrand de Chandieu l'attaqua avec un groupe de protestants. Malgré la répression féroce qui s'exerça à Amboise, il réussit à s'échapper grâce à un écuyer du prince de Condé nommé Vaux, à la grande fureur des Guise qui espéraient en obtenir la preuve de la participation du prince à la conjuration. Il participe activement à la conspiration de Lyon, après l'échec de laquelle il se noie dans le lac Léman à l'automne 1560.